# Untitled Goose Game
Untitled Goose Game es un videojuego de rompecabezas y  de sigilo desarrollado por House House y publicado por Panic el 20 de septiembre de 2019 para Windows, macOS y Nintendo Switch y el 17 de diciembre de 2019 en PlayStation 4 y Xbox One. El juego recibió críticas generalmente positivas, y los críticos elogiaron su jugabilidad y humor tontos.

## Jugabilidad
Ubicado en un pueblo inglés de clase media, en Untitled Goose Game los jugadores controlar un ganso mientras usan su habilidad para graznar, batir sus alas y agarrar objetos con su pico para molestar a varios aldeanos humanos. El pueblo está dividido en múltiples áreas, cada una de las cuales tiene una lista de objetivos por hacer, como robar ciertos objetos o engañar a los humanos para que realicen ciertas acciones. Cuando se borran suficientes de estos objetivos, se agrega un objetivo adicional que, una vez despejado, permite que el ganso se mueva a la siguiente área. Después de completar 4 áreas, el ganso entra en un modelo en miniatura de la aldea. Allí, el ganso roba una campana, antes de regresar a las áreas anteriores mientras los aldeanos intentan detenerlos. Al final del juego, se revela que el ganso había robado las campanas antes del juego. También hay varios objetivos opcionales ocultos, muchos de los cuales requieren atravesar múltiples áreas.

## Desarrollo
Untitled Goose Game fue desarrollado por House House, un estudio independiente de cuatro personas con sede en Melbourne, Australia. El juego es el segundo proyecto de House House y, al igual que su primer proyecto, cuenta con el apoyo de la organización gubernamental Film Victoria, que ayudó al estudio a instalarse correctamente.
House House citó a Super Mario 64 como la inspiración inicial para el tipo de juego que esperaban construir. Querían que el jugador controlara a un personaje que pudiera correr en un entorno 3D. Su juego anterior, Push Me Pull You, tenía arte en 2D con colores planos. Utilizaron una estética similar en Untitled Goose Game al elegir usar mallas de baja poli, colores planos y modelos 3D sin textura.
El personaje jugable del juego, el ganso, era originalmente solo una imagen de stock y la idea era que los humanos no jugables reaccionarían a él. Implementaron un sistema en el que los NPC se ordenaban después de mover un elemento. Después de restringir el campo de visión de los NPC, la jugabilidad se convirtió en una experiencia única de sigilo. En lugar de permanecer oculto como en la mayoría de los juegos de sigilo, el objetivo era hacer que el ganso atraiga la atención de los NPC y no quede atrapado. House House creó una estructura para el juego usando misiones con objetivos específicos similares a los asesinatos en la serie Hitman, principalmente como una broma. El miembro de la Cámara de Representantes, Jake Strasser, declaró: "Tiene una configuración y un punto clave. Al eliminar la violencia, simplemente dejamos que las situaciones existan como una broma". El equipo optó por la aldea inglesa como escenario del juego, ya que su "propiedad" era vista como "la antítesis de lo que se trataba el ganso", según el desarrollador Nico Disseldorp. El nombre de Untitled Goose Game fue el resultado de tener que encontrar un título rápidamente al enterarse de que el juego fue aceptado para mostrarse en la parte de Fantastic Arcade del Fantastic Fest en Texas, y sin ninguna otra idea, utilizada El título del video de juego que habían solicitado para la presentación, que se mantuvo desde entonces. El título de Untitled Goose Game también se quedó con los fanáticos cuando comenzaron a promocionar el juego en las redes sociales. El único otro título que se les ocurrió en un momento fue Some Like it Honk como alternativa, pero el equipo nunca lo consideró seriamente.
El juego se reveló por primera vez en octubre de 2017 con un tráiler. El avance ganó popularidad viral en los sitios de redes sociales, lo que llevó al equipo a reconocer que tenían un concepto popular para construir. El remolque, anotado por el compositor Dan Golding, ofrece pasajes musicales de la duodécima preludio en Claude Debussy's Préludes llamados Minstrels. Después de una recepción positiva de la música del tráiler, House House buscó incluirla como parte de la banda sonora del juego. Para lograr esto, Golding cortó dos versiones de la pieza para piano, una realizada normalmente y la otra en silencio, en aproximadamente 400 secciones. Estas secciones se clasificaron según la intensidad y se jugaron según lo que sucedía en el juego. Por ejemplo, el juego jugaría una sección de la versión más silenciosa de Minstrels cuando el ganso estaba acechando a su presa, pero cambiaría a la versión normal una vez que el ganso fuera perseguido.
Tras el lanzamiento inicial del avance, Untitled Goose Game estuvo presente en los eventos de Game Developers Conference, PAX Australia y PAX West (Prime) en 2018. En el E3 2019, se anunció el lanzamiento del juego para PC exclusivamente en Epic Games Store. House House elaboró su decisión, afirmando que la oferta de Epic de un acuerdo de exclusividad permitió a los desarrolladores "la estabilidad para pasar de desarrolladores de medio tiempo a tiempo completo".
Untitled Goose Game se lanzó en Windows, macOS y Nintendo Switch, el 20 de septiembre de 2019. Panic publica el juego.
El equipo de desarrollo afirma que están investigando la posibilidad de portar el juego a sistemas adicionales que comienzan con las consolas PlayStation 4 y Xbox One, seguidos de dispositivos móviles, pero aún no tienen planes firmes.

## Recepción
Untitled Goose Game recibió "revisiones generalmente favorables" según el agregador de revisiones Metacritic.
IGN le dio al juego una calificación de 8/10 y elogió su estupidez diciendo: "Untitled Goose Game es una aventura breve pero infinitamente encantadora que me hizo reír, sonreír y tocar la bocina ansiosamente". Game Informer elogió el juego por su tontería y creatividad, pero sintió que el juego era superficial y repetitivo, afirmando: "Untitled Goose Game es un gran concepto y termina de la misma manera encantadora que comenzó. Hacer bromas a las personas es divertido, y hacerlo como un ganso solo aumenta la emoción. La mayoría de la gente lo jugará por la tonta premisa, lo completará en unas pocas horas y se alegrará sin tocarlo nuevamente. Si solo quiere meterse con la gente como un ganso, esta es tu oportunidad, pero la superficialidad y la repetición evitan que sea un juego realmente atractivo ". Destructoid comparó positivamente el juego con Shaun the Sheep, diciendo: " Untitled Goose Game me recuerda mucho a la serie animada Shaun the Sheep. Hay pocos diálogos, muchas travesuras y humanos que siguen siendo engañados por los pájaros. A diferencia del Shaun titular del sin embargo, el ganso en Untitled Goose Game no es un pequeño y adorable engreído que siempre viene en ayuda de sus amigos. No, este ganso es un imbécil".
Kotaku le dio al juego una crítica positiva, elogiando la jugabilidad y su humor, diciendo: "Momentos como estos son los que hacen que Untitled Goose GameExcelente. Los ambientes son agradables. Los objetivos son generalmente creativos y agradables. Pero la verdadera magia del juego reside en interacciones breves e infinitamente divertidas. Hay una alegría insidiosa en sacar reacciones cada vez más enfurecidas de la gente de la pequeña ciudad, todos los cuales son, a su manera, un poco tontos. Tenían que venir, creo. O tal vez he llegado a habitar tan a fondo el espacio de cabeza del ganso que ahora tengo un sesgo implícito. Aprecio que la sensibilidad humorística del juego rara vez se salga del borde hacia un absurdo absoluto, prefiriendo tomar una ruta discreta donde el remate casi siempre es "Guau, ese ganso es una especie de imbécil". Tú, el jugador, el artista de las aves. idiota: pintar dentro de esas líneas ".
Superó las listas de descargas en Nintendo Switch en Australia, en el Reino Unido, y en los Estados Unidos.
Untitled Goose Game atrajo una atención similar a Goat Simulator en las redes sociales, ambos compartieron la naturaleza de ser juegos de estilo sandbox para crear caos. Después del lanzamiento, los clips y las imágenes fijas del juego se compartieron viralmente en las redes sociales, y el juego se ha convertido en un meme de internet.

### Ventas
Untitled Goose Game vendió más de 100,000 copias en todo el mundo en sus primeras dos semanas a la venta.